# Euamoebida
Euamoebida – rząd ameb należących do supergrupy Amoebozoa w klasyfikacji Cavaliera-Smitha. Klasyfikacja Adl'a traktuje Euamoebida jako klad.
Należą tutaj następujące rodziny i rodzaje według Cavalier-Smitha:
- Amoebidae (Ehrenberg, 1838) Page, 1987
  - Amoeba
  - Chaos
  - Deuteramoeba
  - Hydramoeba
  - Parachaos
  - Polychaos
  - Trichamoeba
- Hartmannellidae Volkonsky, 1931 em.
  - Cashia
  - Copromyxa
  - Copromyxella
  - Glaeseria
  - Hartmannella
  - Saccamoeba

W klasyfikacji Adl'a wyróżniamy następujące rodzaje:
- Amoeba
- Cashia
- Chaos
- Copromyxa
- Copromyxella
- Deuteramoeba
- Glaeseria
- Hartmannella
- Hydramoeba
- Parachaos
- Polychaos
- Saccamoeba
- Trichamoeba